# Many Men
"Many Men", ook wel "Many Man Wish Death", is de vierde track van Get Rich Or Die Tryin', het debuutalbum van Amerikaanse rapper 50 Cent. Het nummer is geproduceerd door 'Digga' en geschreven door 50 Cent zelf. De track is niet uitgebracht als single maar er verscheen wel een video van, geregisseerd door Jesse Terrero.

## Achtergrond
"Many Men" begint met een dialoog tussen 50 Cent en zijn G-Unit collega Lloyd Banks, vlak voordat ze op straat beschoten worden. 50 beschrijft in de track hoe iedereen op aarde hem de dood verwenst. Ook waarschuwt hij dat hij iedereen die hem iets aan wil doen 'aan zal pakken'. 50 vergelijkt zichzelf met Paul Cicero, een mobster uit de gangsterfilm Goodfellas.
Verder beschrijft 50 zijn overtuiging dat hij vanwege een voorbestemde reden nog in leven is:
"In the Bible it says, what goes around, comes around
Homie shot me, three weeks later he got shot down
Now it's clear that I'm here for a real reason
 'Cause he got hit like I got hit, but he ain't fucking breathing"